# Hans Zimmer
Hans Florian Zimmer (* 12. září 1957 Frankfurt nad Mohanem) je německý hudební skladatel. Jako autor filmové hudby byl v průběhu své kariéry oceněn dvěma Oscary, čtyřmi cenami Grammy, třemi Zlatými glóby a dalšími cenami.

## Biografie
Narodil se ve Frankfurtu nad Mohanem. Svoji kariéru započal hraním na klávesy a syntetizátory v kapelách Ultravox a The Buggles (hit "Video Killed the Radio Star"). Od roku 1980 pracoval jako asistent skladatele filmových soundtracků Stanleyho Myerse. Zásadním průlomem jeho kariéry se stal rok 1988, v němž napsal hudbu k filmu Rain Man. Za toto dílo byl nominován na Oscara.
Mezi jeho úspěšná díla patří například film Krvavý příliv, Call of Duty Modern Warfare 2, Operace: Zlomený šíp, Skála, Gladiátor, Černý jestřáb sestřelen, Poslední samuraj, Šifra mistra Leonarda, Piráti z Karibiku: Truhla mrtvého muže či Tenká červená linie, přičemž všechny tyto uvedené filmy byly natočeny po roce 1988. Za hudbu ke snímku Lví král dokonce obdržel v roce 1995 Oscara. V roce 2007 se s třetím dílem trilogie Piráti z Karibiku: Na konci světa umístil na prvním místě nejvýdělečnějších filmů roku.
Založil také úspěšné studio, věnující se filmové hudbě, známé jako Remote Control Productions (dříve Media Ventures), v němž oficiálně pracují nebo pracovali například Harry Gregson-Williams, Klaus Badelt, John Powell, James Dooley a další.

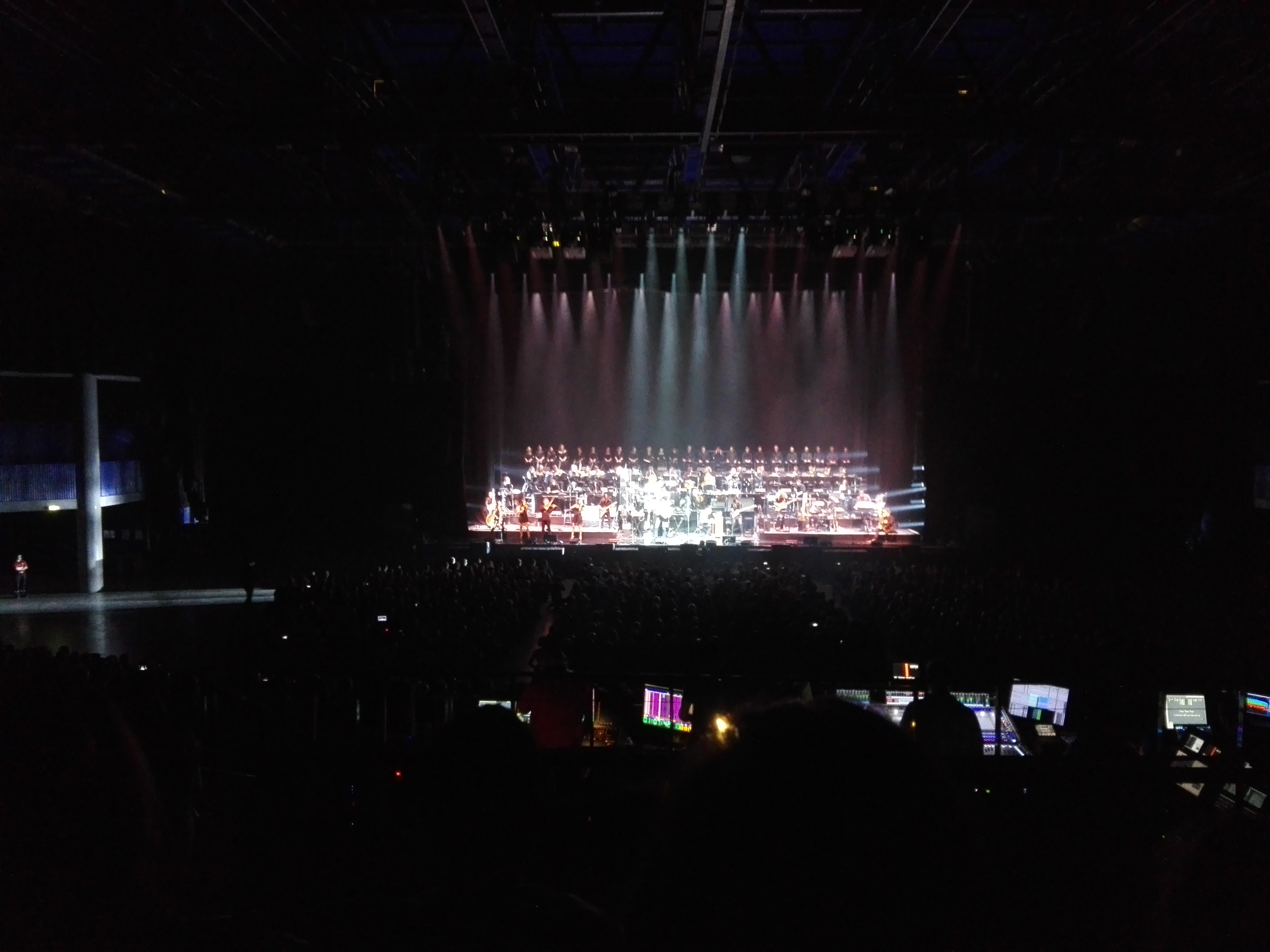
Hans Zimmer Live on Tour 2016, Nantes

### Hans Zimmer Live on Tour 2016, 2017
V letech 2016 a 2017 podnikl Hans Zimmer se svou filmovou hudbou dvě rozsáhlá celosvětová turné zahrnující koncerty mj. v Londýně, Paříži, Budapešti, Los Angeles, New Yorku, Sydney či Soulu. Na těchto vystoupeních jej doprovázela zhruba 30členná kapela složená z jeho přátel a kolegů např. Johny Marr z The Smiths, či violoncellistka Tina Guo. Další složkou byl symfonický orchestr a smíšený pěvecký sbor, který se obměňoval podle dané oblasti. Sám Zimmer vystupoval v čele koncertu jako kytarista, klávesista či pianista, což není u koncertů filmové hudby příliš časté, aby hrál před diváky na pódiu sám autor. Navíc Zimmer vkládal mezi jednotlivá čísla vlastní komentáře a vzpomínky k jejich vzniku apod. Na Live on Tour zazněly například výběry soundtracků z filmů Piráti z Karibiku, Andělé a démoni, Temný rytíř, Lví král, Gladiátor nebo Počátek. Významnou složkou turné byla i mohutná světelná show světelného designera Marca Brickmana, spolupracujícího například s Pink Floyd. V rámci koncertů v Polsku (Gdaňsk, Lodž, Krakov), Bratislavě a Praze se na obou Zimmerových turné podílel i Český národní symfonický orchestr a český smíšený sbor. S nimi byl také v Praze nahrán oficiální záznam koncertu na DVD Hans Zimmer: Live in Prague.

## Nominace a ocenění
| - 1989 Rain Man - 1995 Lví král (oceněn) - 1997 Kazatelova žena - 1998 Lepší už to nebude - 1999 Princ egyptský - 1999 Tenká červená linie - 2001 Gladiátor - 2009 Sherlock Holmes - 2010 Počátek - 2014 Interstellar - 2017 Dunkerk - 2021 Duna (oceněn) | - 1994 Lví král (oceněn) - 1999 Princ egyptský - 2001 Gladiátor (oceněn) - 2002 Pearl Harbor (film) - 2003 Spirit – divoký hřebec (nominace za nejlepší píseň) - 2004 Poslední samuraj - 2005 Španglicky snadno a rychle - 2007 Šifra mistra Leonarda - 2010 Počátek - 2014 Interstellar - 2022 Duna (oceněn) |

| - 1991 Řidič slečny Daisy - 1995 Lví král - 1996 Crimson Tide (oceněn) - 2001 Gladiátor - 2007 Šifra mistra Leonarda - 2007 Piráti z Karibiku: Truhla mrtvého muže | - 1999 Tenká červená linie (oceněn) - 2001 Gladiátor (oceněn) - 2002 Hannibal - 2004 Poslední samuraj (oceněn) - 2006 Šifra mistra Leonarda |

## Filmografie

### Skladatel
U názvů filmů, ke kterým neexistuje český ekvivalent, bylo použito původní jméno, v závorce je uveden jazyk.
| 1982 - Měsíční svit (se Stanleym Myersem) 1984 - Histoire d'O: Chapitre 2 (FR) (se Stanleym Myersem) - Cena moci (se Stanleym Myersem) - Success Is The Best Revenge (EN) (se Stanleym Myersem) 1985 - My Beautiful Laundrette (EN) (se Stanleym Myersem) - Bezvýznamnost (se Stanleym Myersem) 1986 - Separate Vacations (EN) (se Stanleym Myersem) - Majáková Loď (se Stanleym Myersem) - Trosečník (se Stanleym Myersem) 1987 - Poslední expozice (se Stanleym Myersem) - Going for Gold (EN) (TV) - Úvodní a závěrečné titulky 1988 - Burning Secret (EN) - Rain Man - Paperhouse (se Stanleym Myersem) - Maniac City (EN) (se Stanleym Myersem) - Rozdělený svět - First Born (EN) (TV seriál) - Taffin (se Stanleym Myersem) - Špatná společnost (se Stanleym Myersem) - Spies Inc. (EN) (s Fiachrou Trench) - The Fruit Machine (EN) 1989 - Černý déšť - Řidič slečny Daisy - Diamantové lebky 1990 - Chicago Joe a holka ze šantánu (s Shirley Walkerem) - Zelená karta - Psychopat ze San Francisca - Oběti osudu - Twister - Bouřlivé dny/Dny hromu - Pták na drátě 1991 - Thelma a Louise - Myslete na Henryho - Oheň - K2 1992 - Hračky - Radio Flyer - Kde odpočívají spící psi (s Markem Mancinou) - Velké vítězství - Síla muže 1993 - Mladší a mladší - Dům duchů - Pravdivá romance - Zabiják/Místo, odkud není návratu - Dívka z kalendáře - Kokosy na sněhu (s Nick Glennie-Smithem) 1994 - Zóna úniku - Vzbuďte se, vojáci! - Princezna - Lví král 1995 - Dva v tom - Neznámý Rangún - Krvavý příliv - Two Deaths (EN) - Síla lásky (s Grahamem Preskettem) 1996 - Kazatelova žena - Fanatik - Tajemný ostrov pokladů - Celý širý svět (s Harrym Gregson-Williamsem) - Skála (s Nickem Glennie-Smithem s Harrym Gregson-Williamsem) - Operace: Zlomený šíp 1997 - Lepší už to nebude - Peacemaker - Stopy ve sněhu (s Harrym Gregson-Williamsem) 1998 - Tenká červená linie - Princ egyptský - The Last Days (EN)(dokument) 1999 - Mrazivý faktor (s Johnem Powellem) 2000 - Nejlepší obchodníci - Mission: Impossible II. - Gladiátor (s Lisou Gerrard) - Eldorádo (s Johnem Powellem) 2001 - Černý jestřáb sestřelen - Kluci v mém životě - Pearl Harbor - Hannibal | 2002 - Kruh - Spirit – divoký hřebec 2003 - Poslední samuraj - Lepší pozdě nežli později (na poslední chvíli, skládal s několika dalšími umělci) - Švindlíři - Slzy Slunce - Piráti z Karibiku: Prokletí Černé perly 2004 - Španglicky snadno a rychle - Laura's Star (EN) (s Nickem Glennie-Smithem) - Příběh žraloka - Král Artuš 2005 - Pan Rosnička (s Jamesem S. Levinem) - Lední medvídek 2: Tajemný ostrov (s Nickem Glennie-Smithem) - Madagaskar (s Heitorem Pereirou a Jamesem Dooleym) - Batman začíná (s Jamesem Newtonem Howardem) 2006 - Piráti z Karibiku: Truhla mrtvého muže - Šifra mistra Leonarda - Prázdniny 2007 - Piráti z Karibiku: Na konci světa - Simpsonovi ve filmu - Crysis 2008 - Casi Divas - Temný rytíř (s Jamesem Newtonem Howardem) - Kung Fu Panda (s Johnem Powellem) - Madagaskar 2: Útěk do Afriky - Frost/Nixon (EN) 2009 - The Burning Plain (EN) - Andělé a démoni - Sherlock Holmes - Public Enemies - Call of Duty: Modern Warfare 2 2010 - The Pacific (jen hlavní téma; spolu s Geoffem Zanellim a Blakem Neelym) - Já, padouch - Počátek - Megamysl (s Lornem Balfem) - Poznáš, až to přijde? 2011 - Rango - Piráti z Karibiku: Na vlnách podivna - Kung Fu Panda 2 - Jealous of the Birds (dokumentární) - The Dilemma - Ra.One (první Bollywood projekt) - Sherlock Holmes 2: Hra stínů - Crysis 2 - Assassin's Creed: Revelations (Asistoval Jesperu Kydovi) 2012 - Temný rytíř povstal - Madagascar 3 2013 - Rivalové - Muž z oceli - The Bible - The Lone Ranger 2014 - The Lost Symbol - Interstellar - Amazing Spider-Man 2 (s The Magnificent Six) 2016 - Kung Fu Panda 3 - Batman v Superman: Úsvit spravedlnosti 2017 - Dunkerk - Blade Runner 2049 - Piráti z Karibiku: Salazarova pomsta 2019 - Lví král - X-Men: Dark Phoenix 2020 - Rebuilding Paradise (EN) (Dokument) - SpongeBob ve filmu: Houba na útěku - Americká elegie - Wonder Woman 1984 2021 - Mimi šéf: Rodinný podnik - Duna - Armáda lupičů - Není čas zemřít - Top Gun: Maverick (EN) - The Survivor (EN) 2022 - Syn - Prehistoric Planet - Top Gun: Maverick - Frozen Planet II 2023 - Are You There God? It's Me, Margaret - Stvořitel 2024 - Duna: Část druhá - Kung Fu Panda 4 (se Stevem Mazzarrem) - Mufasa: Lví král (s Pharrellem Williamsem a Nicholasem Britellem) |

### Oficiální stránky
- Oficiální stránky
- Hans Zimmer na Myspace

### Fan stránky
- Hans-Zimmer.com – obsáhlý web o Hansu Zimmerovi a Remote Control Productions

### Doplňující informace
- Hans Zimmer v Internet Movie Database (anglicky)
- Oficiální filmografie Hanse Zimmera
- Hans Zimmer Archivováno 18. 2. 2014 na Wayback Machine. na soundtrack.net
- Hans Zimmer na soundtrackguide.net
- Hans Zimmer na last.fm (včetně několika skladeb k poslechu)
- Hans Zimmer na kfilmu.net